# Le Meilleur Pâtissier
Le Meilleur Pâtissier est une émission de télévision française de téléréalité culinaire, diffusée en France sur M6 depuis le 26 novembre 2012, et en Belgique sur RTL TVI. À la présentation, se sont succédé Faustine Bollaert, Julia Vignali, Marie Portolano puis Laëtitia Milot qui officie depuis 2024.
L'émission est adaptée de la version britannique The Great British Bake Off, conçue en 2010 et produite par Love Productions (en).
Pour les saisons classiques, il s'agit d'un concours entre plusieurs pâtissiers amateurs, lesquels s'affrontent durant des épreuves culinaires, où ils sont jugés par un jury, composé du chef Cyril Lignac et de la blogueuse Mercotte. Différents chefs participent à l'émission en tant que jury invité. Chaque semaine, un pâtissier est éliminé, jusqu'à qu'il n'en reste qu'un, distingué ainsi comme « Le Meilleur Pâtisser ». Il gagne ainsi la publication de son livre de recettes.
Plusieurs déclinaisons du programme se sont ajoutées au fil des années. La version Les Professionnels voit plusieurs pâtissiers professionnels s'affronter durant des épreuves, où ils sont jugés par un jury de quatre chefs. Il existe aussi le spécial célébrités, disputé par des candidats célèbres et le spécial fêtes, diffusé en fin d'année.

## Production et organisation

### Tournage
Les saisons classiques sont tournées dans le parc d'un château français. Celui de Neuville à Gambais, pour la première saison ; celui de Maillebois, près de Chartres pour la cinquième saison ; et celui de Groussay, à Montfort-l'Amaury pour les autres. De la saison 11 à la saison 13, le tournage est de retour au château de Neuville à Gambais. En 2024, le tournage émigre au château d'Ormesson dans le Val de Marne.
Chaque session de tournage dure 6 semaines, à raison d'une émission tournée en deux jours.

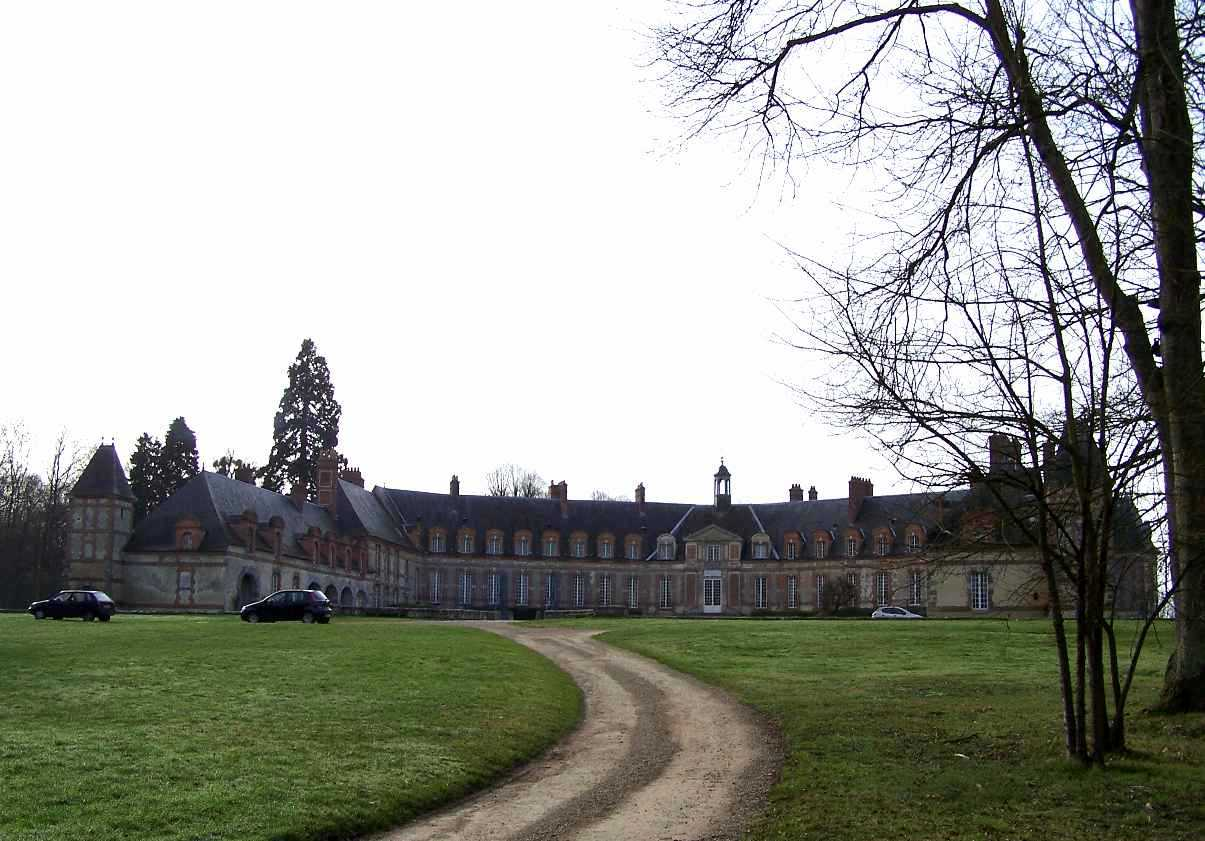
Le château de Neuville à Gambais.
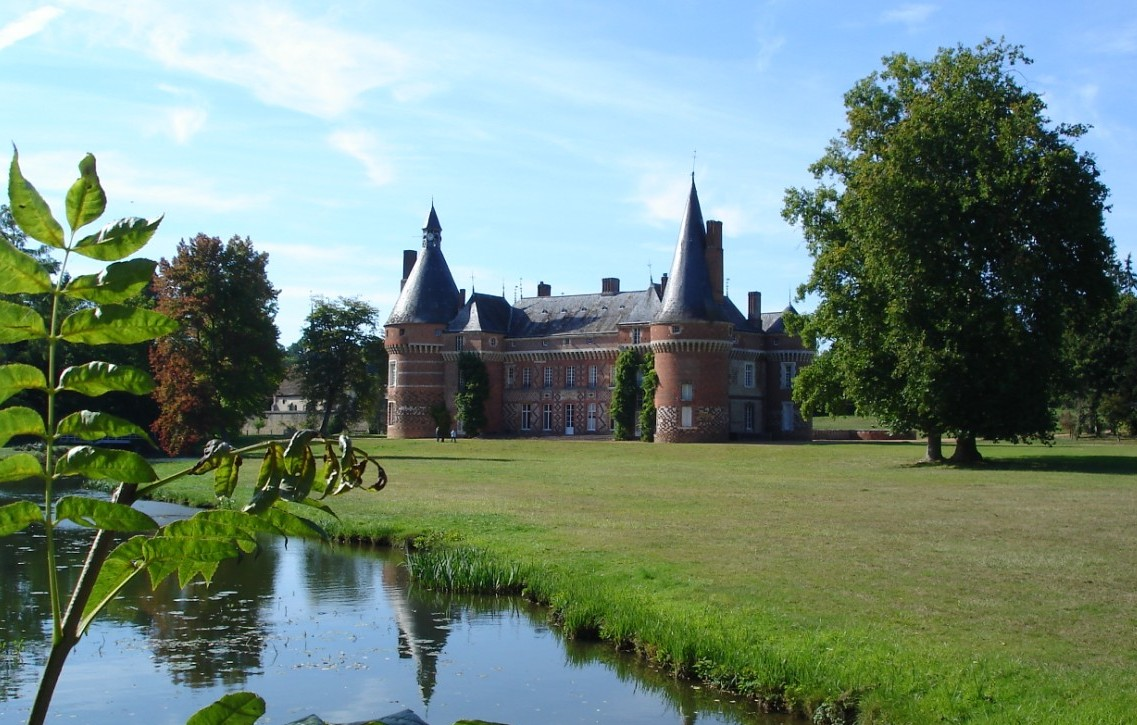
Le château de Maillebois, près de Chartres.
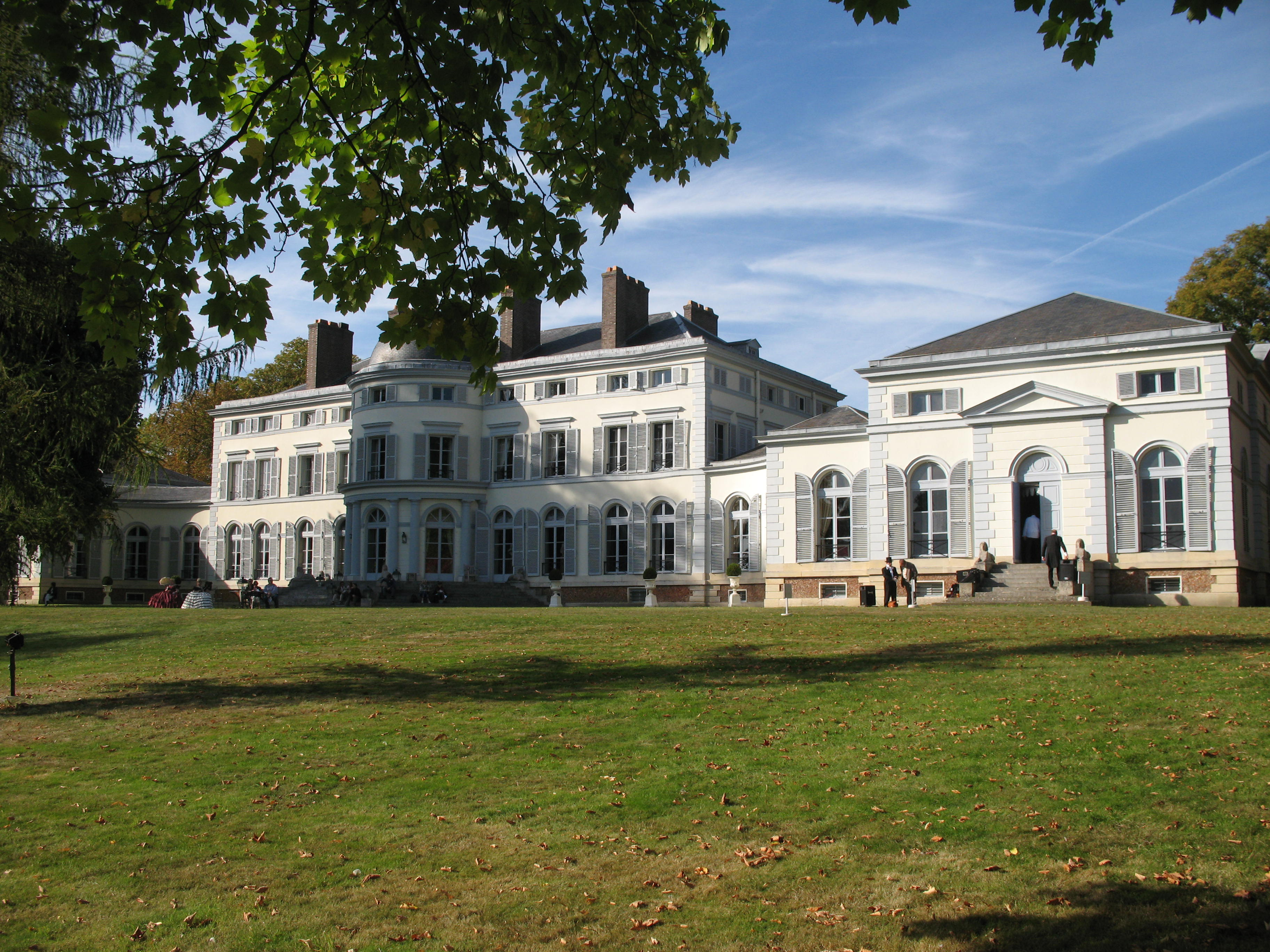
Le château de Groussay, à Montfort-l'Amaury.

### Présentation et voix off
Lors de son lancement, l'émission est présentée par Faustine Bollaert. Cette dernière reste à l'animation jusqu'en 2017 avec la deuxième saison spécial célébrités, juste avant qu'elle ne quitte la chaîne pour rejoindre France 2.
À partir de la saison 6, c'est Julia Vignali qui anime l'émission. En mars 2021, cette dernière annonce quitter la présentation de l'émission et plus généralement le groupe M6, pour se concentrer sur ses activités de productrice.
Début 2021, Marie Portolano quitte le groupe Canal+ et rejoint le groupe M6. La présentation du concours lui est alors confiée,. Le 10 juin 2023, on apprend que Marie Portolano quitte M6 pour animer Télématin, elle devrait animer la douzième saison du concours diffusée à la rentrée.
En 2024, Laëtitia Milot remplace Marie Portolano.
Nathalie Homs a, quant à elle, le rôle de voix off.

### Casting et sélection des candidats
Le casting de l'émission se déroule en plusieurs phases. La production reçoit entre 4 000 et 5 000 candidatures par saison. Une première sélection est faite sur dossier, avec les photos jointes. Ne sont ensuite gardés qu'entre 400 et 600 pâtissiers amateurs, qui sont reçus dans les bureaux de la production. Là, un casting face caméra est réalisé, et les postulants arrivent avec deux gâteaux : un premier, qui est un classique de la pâtisserie française, imposé à tous ; un deuxième, qui est une création personnelle. Une quarantaine de candidats est alors sélectionnée et un test grandeur nature est effectué, en présence notamment de Mercotte et de Julia Vignali, dans une cuisine professionnelle. De là, sont retenus la dizaine de candidats participant au programme.

## Participants

### Jury
- Cyril Lignac (depuis la saison 1)
- Jacqueline Mercorelli, dite Mercotte (depuis la saison 1, sauf saisons Les Professionnels )
- Philippe Conticini (seulement les saisons Les Professionnels 1 et 2)
- Pierre Hermé (seulement saisons Les Professionnels)
- Frédéric Bau (seulement la saison 1 Les Professionnels)
- Audrey Gellet (seulement saison 2 Les Professionnels)
- Benoît Blin (seulement saison 3 Les Professionnels)
- Jean-François Piège (seulement saison 4 Les Professionnels)

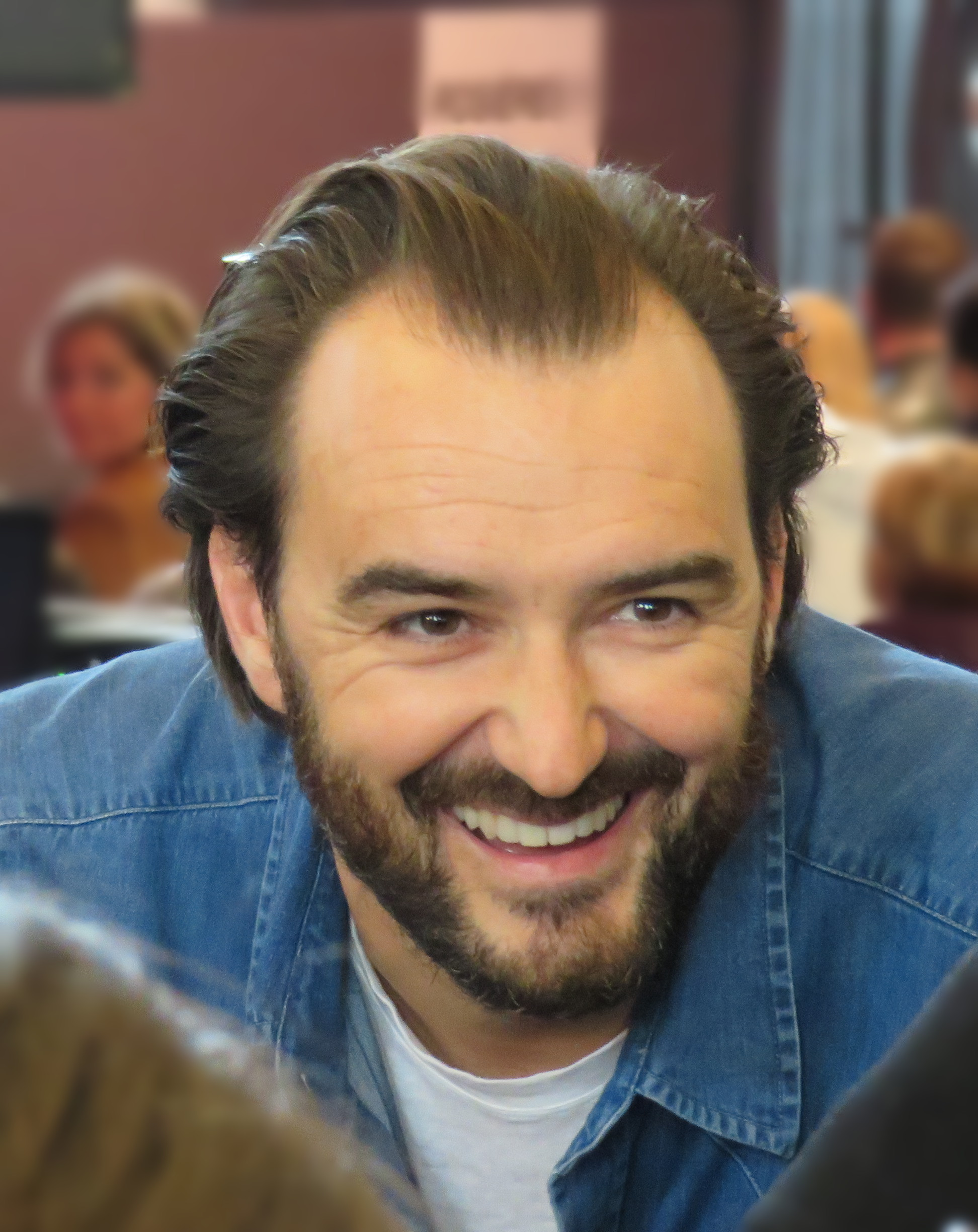
Cyril Lignac
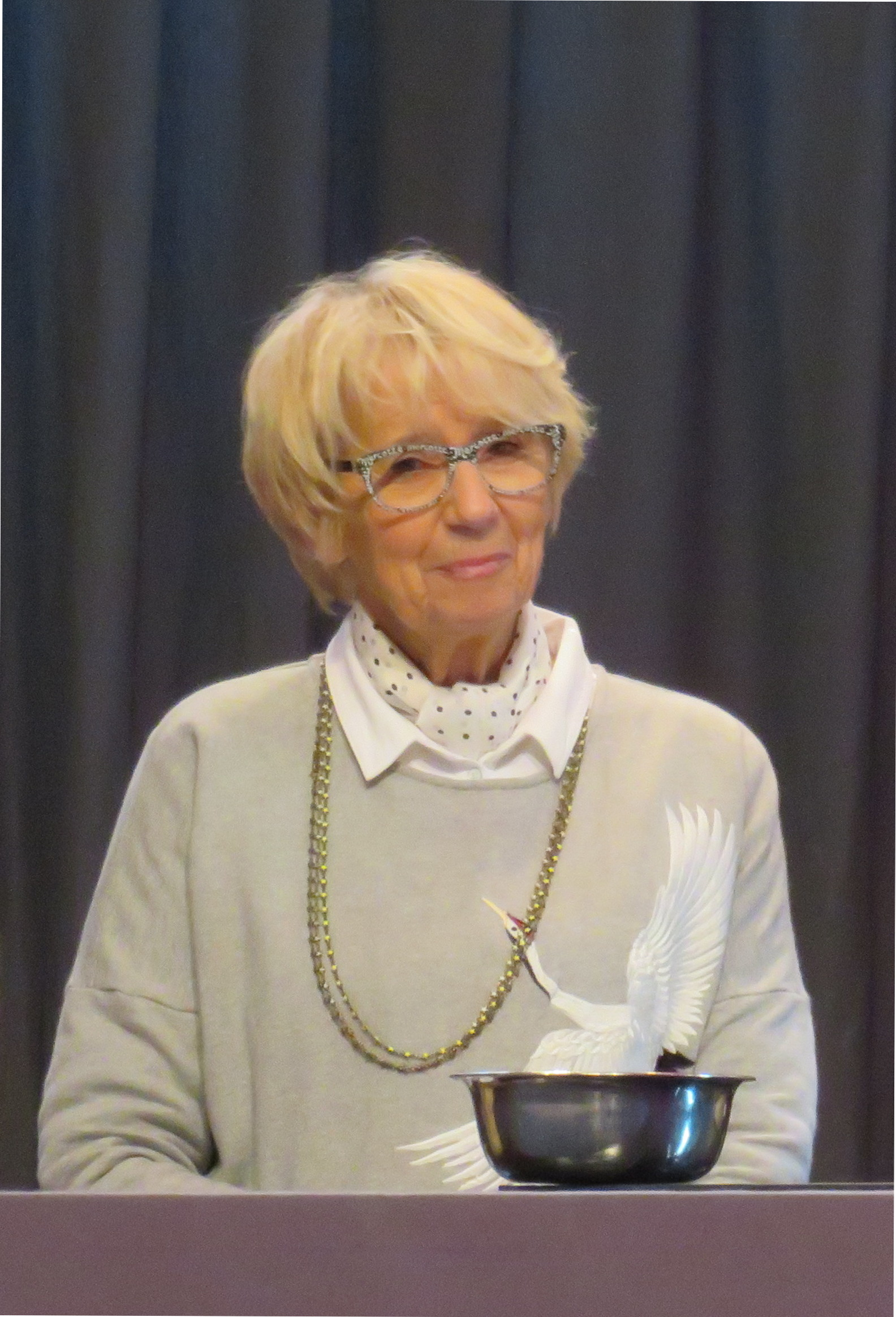
Mercotte
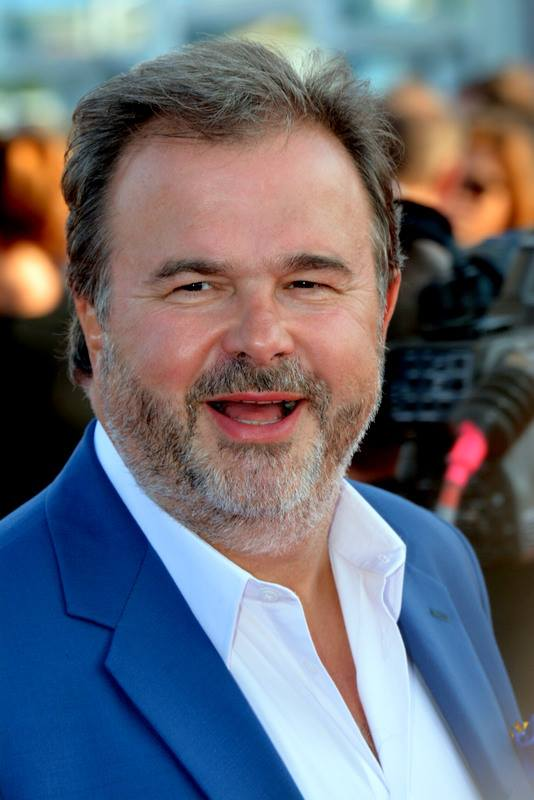
Pierre Hermé
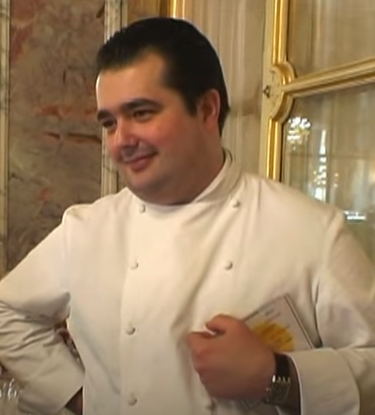
Jean-François Piège

## Principe
- Si vous ne connaissez pas le sujet, laissez ce bandeau (vous pouvez alors contacter les auteurs).
- Si vous supprimez le contenu mis en cause (vous pouvez préalablement contacter les auteurs),

argumentez précisément cette suppression dans la page de discussion
(un manque de référence n'est pas un argument ; une recherche réelle de référence doit avoir été effectuée, être formellement documentée).
Des pâtissiers amateurs s'affrontent autour d'épreuves de pâtisserie. Chaque émission se compose d'une série d'épreuves à réaliser dans un temps imparti : l'épreuve signature, l'épreuve technique, l'épreuve créative et l'épreuve de la carte blanche (épreuve de rattrapage).
Certaines épreuves consistent à tenter de reproduire des recettes traditionnelles ou de chefs pâtissiers invités. Les recettes sont parfois commentées par des experts tels que l'historienne Ségolène Lefevre, le rédacteur en chef du Journal du pâtissier Franck Lacroix, le pâtissier Philippe Conticini ou l'auteur gastronomique Kilien Stengel.

## Saisons classiques

### Déroulement
| Saisons   | Présentation      | Jury     | Jury         | Nombre de candidats | Nombre d'épisodes | Diffusion française                     | Vainqueur   |
| --------- | ----------------- | -------- | ------------ | ------------------- | ----------------- | --------------------------------------- | ----------- |
| Saison 1  | Faustine Bollaert | Mercotte | Cyril Lignac | 10                  | 4                 | Du 26 novembre au 17 décembre 2012      | Thomas      |
| Saison 2  | Faustine Bollaert | Mercotte | Cyril Lignac | 10                  | 8                 | Du 28 octobre au 16 décembre 2013       | Mounir      |
| Saison 3  | Faustine Bollaert | Mercotte | Cyril Lignac | 11                  | 8                 | Du 8 octobre au 26 novembre 2014        | Anne-Sophie |
| Saison 4  | Faustine Bollaert | Mercotte | Cyril Lignac | 11                  | 8                 | Du 14 octobre au 2 décembre 2015        | Cyril       |
| Saison 5  | Faustine Bollaert | Mercotte | Cyril Lignac | 12                  | 9                 | Du 12 octobre au 7 décembre 2016        | Chelsea     |
| Saison 6  | Julia Vignali     | Mercotte | Cyril Lignac | 12                  | 9                 | Du 17 octobre au 12 décembre 2017       | Rachel      |
| Saison 7  | Julia Vignali     | Mercotte | Cyril Lignac | 12                  | 10                | Du 12 septembre au 14 novembre 2018     | Ludovic     |
| Saison 8  | Julia Vignali     | Mercotte | Cyril Lignac | 14                  | 12                | Du 11 septembre au 27 novembre 2019     | Camille     |
| Saison 9  | Julia Vignali     | Mercotte | Cyril Lignac | 14                  | 13                | Du 30 septembre au 30 décembre 2020     | Élodie      |
| Saison 10 | Marie Portolano   | Mercotte | Cyril Lignac | 20                  | 13                | Du 7 octobre au 30 décembre 2021        | Maud        |
| Saison 11 | Marie Portolano   | Mercotte | Cyril Lignac | 16                  | 14                | Du 7 septembre 2022 au 7 décembre 2022  | Manon       |
| Saison 12 | Marie Portolano   | Mercotte | Cyril Lignac | 16                  | 14                | Du 6 septembre 2023 au 14 décembre 2023 | Julia       |
| Saison 13 | Laëtitia Milot    | Mercotte | Cyril Lignac | 14                  | 14                | Du 10 octobre 2024 au 9 janvier 2025    | Timothée    |
| Saison 14 | Laëtitia Milot    | Mercotte | Cyril Lignac |                     |                   | À partir du 10 septembre 2025           |             |

### Détails

#### Saison 1 (2012)
Pour cette première saison, 10 candidats s'affrontent au château de Neuville, à Gambais, dans un concours culinaire présenté par Faustine Bollaert et jugé par Cyril Lignac et Mercotte.
Cette saison est diffusée sur M6 du 26 novembre au 17 décembre 2012. Tous les épisodes sont diffusés en première partie de soirée, les lundis à 20 h 50.
Thomas remporte cette première saison. Il gagne la publication de son propre livre de recettes.

#### Saison 2 (2013)
Pour cette deuxième saison, 10 candidats s'affrontent au château de Groussay, à Montfort-l'Amaury, dans un concours culinaire présenté par Faustine Bollaert et jugé par Cyril Lignac et Mercotte.
Cette saison est diffusée sur M6 du 28 octobre au 16 décembre 2013. Tous les épisodes sont diffusés en première partie de soirée, les lundis à 20 h 50.
Mounir remporte cette saison. Il gagne la publication de son livre de recettes.

#### Saison 3 (2014)
Pour cette troisième saison, les candidats s'affrontent dans un concours culinaire présenté par Faustine Bollaert et jugé par Cyril Lignac et Mercotte.
Cette saison est diffusée sur M6 du 8 octobre au 26 novembre 2014 en première partie de soirée.
Anne-Sophie remporte cette saison.

#### Saison 4 (2015)
Pour cette quatrième saison, les candidats s'affrontent dans un concours culinaire présenté par Faustine Bollaert et jugé par Cyril Lignac et Mercotte.
Cette saison est diffusée sur M6 du 14 octobre au 2 décembre 2015 en première partie de soirée.
Les candidats sont Anissa, Carine, Carl, Caroline, Cyril, Flavie, Gérard, Jean-Pierre, Johan, Roxane et Véronique. Cyril remporte cette saison.

#### Saison 5 (2016)
Pour cette cinquième saison, 12 candidats s'affrontent au château de Maillebois, Eure-et-Loir, dans un concours culinaire présenté par Faustine Bollaert et jugé par Cyril Lignac et Mercotte.
Cette saison est diffusée sur M6 du 12 octobre au 7 décembre 2016. Tous les épisodes sont diffusés en première partie de soirée, les mercredis à 20 h 50.
Chelsea remporte cette cinquième saison. Elle gagne la publication de son propre livre de recettes.

#### Saison 6 (2017)
Pour cette sixième saison, 12 candidats s'affrontent au château de Groussay, à Montfort-l'Amaury, dans un concours culinaire présenté par Julia Vignali et jugé par Cyril Lignac et Mercotte.
Cette saison est diffusée sur M6 du 17 octobre au 12 décembre 2017. Tous les épisodes sont diffusés en première partie de soirée, les mardis à 20 h 50.
Les candidats sont Andrée, Clément, Cristina, Gabriella, Jean-Emmanuel, Jonathan, Laurence, Leïla, Matthieu, Natalia, Rachel et Sylvain. Ce dernier quitte le jeu télévisé par abandon médical,.
Rachel remporte cette saison. Elle gagne la publication de son livre de recettes.

#### Saison 7 (2018)
Pour cette septième saison, 12 candidats s'affrontent au château de Groussay, à Montfort-l'Amaury, dans un concours culinaire présenté par Julia Vignali et jugé par Cyril Lignac et Mercotte.
Cette saison est diffusée sur M6 du 12 septembre au 14 novembre 2018. Tous les épisodes sont diffusés en première partie de soirée, les mercredis à 21 h. En Belgique, elle est diffusée sur RTL TVI, du 17 septembre au 19 novembre 2018, tous les lundis à 20 h 15.
Les candidats sont Aline, Astrid, Charles, David, Julien, Laurie, Ludovic, Maheata, Marianela, Olivier, Valériane et Vincent,.
Ludovic remporte cette septième saison. Il gagne la publication de son propre livre de recettes,,.

#### Saison 8 (2019)
Pour cette huitième saison, 14 candidats s'affrontent au château de Groussay, à Montfort-l'Amaury, dans un concours culinaire présenté par Julia Vignali et jugé par Cyril Lignac et Mercotte.
Cette saison est diffusée sur M6 du 11 septembre au 27 novembre 2019. Tous les épisodes sont diffusés en première partie de soirée, les mercredis à 21 h. En Belgique, elle est diffusée sur RTL TVI, du 16 septembre au 2 décembre 2019, tous les lundis à 20 h 20.
Camille remporte cette huitième saison. Elle gagne la publication de son livre de recettes.

#### Saison 9 (2020)
Pour cette neuvième saison, 14 candidats s'affrontent au château de Groussay, à Montfort-l'Amaury, dans un concours culinaire présenté par Julia Vignali et jugé par Cyril Lignac et Mercotte.
Cette saison est diffusée sur M6 du 30 septembre 2020 au 30 décembre 2020. Tous les épisodes sont diffusés en première partie de soirée, les mercredis à 21 h 5. En Belgique, elle est diffusée sur RTL TVI, du 5 octobre 2020 au 4 janvier 2021, tous les lundis à 20 h 20.
Élodie remporte cette neuvième saison. Elle gagne la publication de son propre livre de recettes.

#### Saison 10 (2021)
Pour cette dixième saison, 20 candidats sont présélectionnés et 14 intègrent le concours à l'issue du premier épisode. Ils s'affrontent au château de Groussay, à Montfort-l'Amaury, dans un concours culinaire présenté pour la première fois par Marie Portolano et jugé par Cyril Lignac et Mercotte.
Cette saison entend fêter les dix ans du programme avec plusieurs nouveautés, parmi lesquelles la présence d'un plus grand nombre de candidats, mais aussi la participation de Cyril Lignac à une épreuve technique. Des personnalités sont aussi présentes pour juger certaines épreuves, notamment Julien Doré ou encore Louane.
Cette saison est diffusée sur M6 du 7 octobre 2021 au 30 décembre 2021. Tous les épisodes sont diffusés en première partie de soirée, les jeudis à 21 h 5. En Belgique, elle est diffusée sur RTL TVI, du 11 octobre 2021, tous les lundis à 20 h 20 au vendredi 31 décembre 2021 à 21 h 15.
Maud remporte cette dixième saison. Elle gagne la publication de son livre de recettes.

#### Saison 11 (2022)
Pour cette onzième saison, 16 candidats auront la chance de choisir l’épreuve sur laquelle ils s’affronteront, ceux-ci répartie en deux équipes de 8, les non sélectionnés auront une chance de se rattraper lors d’une ultime épreuve créative autour de leur voyage de rêve, à la fin, ils sont 14 à intégrer le concours à l'issue du premier épisode. La saison a été tournée au château de Neuville à Gambais.
Cette saison est diffusée sur M6 à partir du 7 septembre 2022. Tous les épisodes sont diffusés en première partie de soirée, les mercredis à 21 h 10.
Manon remporte cette onzième saison. Elle gagne la publication de son livre de recettes.

#### Saison 12 (2023)
Cette douzième saison se déroule au château de Neuville à Gambais. Produit par BBC Studios France, il est présenté par Marie Portolano et jugé par Cyril Lignac et Mercotte.
Cette saison est diffusée sur M6 à partir du 6 septembre 2023. Tous les épisodes sont diffusés en première partie de soirée, les mercredis à 21 h 10. Elle est diffusée en Belgique, sur RTL TVI, à partir du 11 septembre 2023.
Les candidats se prénomment Ahmet, Bertrand, Chantal, Christelle, Clémence, David, Emily, Fanny, Hafidou, Julia, Kheredine, Lilou, Monique, Ninon, Richard et Thibaut,. Julia remporte cette saison. Elle gagne la publication de son propre livre de recettes.

#### Saison 13 (2024)
Pour cette treizième saison, les candidats s'affrontent dans un concours culinaire présenté par Laëtitia Milot et jugé par Cyril Lignac et Mercotte de son vrai nom Jacqueline Mercorelli. Laëtitia Milot s’essaie au rôle de présentatrice télé après sa carrière d’actrice fulgurante dans Plus belle la vie notamment diffusé a l’époque sur France 3. Au départ de cette saison, 14 candidats, tous pâtissiers amateurs s’affrontent dans le but de décrocher le titre de « meilleur pâtissier » : Aurélie, Benjamin, Céline, Christelle, Dorothée, Inès, José, Jennyfer, Laëtitia, Laurène, Oussama, Romain, Tsiory et Timothée sont tous déterminés à aller au bout de cette aventure.
Cette émission a été diffusée à partir du jeudi 10 octobre 2024 sur M6 en première partie de soirée. En effet le jour de diffusion a bien changé pour passer du mercredi au jeudi. Pour ce qui est des nouveautés, les épreuves sont aussi différentes des années précédentes, en effet il y a d’abord une épreuve créative, ensuite une épreuve technique donnée par un chef pâtissier et enfin, une nouvelle épreuve, l’épreuve surprise qui est toujours une consigne différente. Au cours de toutes les épreuves de nombreux chefs pâtissiers célèbres ont été invités: Pierre-Jean Quinonero, Quentin Billeau, Aurélien Cohen, Yu Tanaka, Chiara Serpaggi, Maxime Frédéric, Kevin Ollivier, Jade Genin, Jorge Cardoso, Étienne Leroy, Noëmie Honiat,Titouan Claudet, Nina Métayer, Pierre Hermé et Fabio Giambrone.
Après 14 semaines de compétition, c’est Thimothée Rolland qui gagne la finale, benjamin de la compétition, il détient le record de victoires sur les épreuves techniques. C’est un exploit pour son jeune age qui a permis au lycéen de sortir son livre de recettes le 13 janvier 2025,.

### Audiences et diffusion en France
| Saison           | Jour et horaire de diffusion | Lancement              | Lancement      | Lancement | Finale                 | Finale         | Finale | Moyenne          | Moyenne        | Moyenne  |
| Saison           | Jour et horaire de diffusion | Nb. de télespectateurs | PDM 4 ans et + | Réf.      | Nb. de télespectateurs | PDM 4 ans et + | Réf.   | Audience moyenne | PDM 4 ans et + | Réf.     |
| ---------------- | ---------------------------- | ---------------------- | -------------- | --------- | ---------------------- | -------------- | ------ | ---------------- | -------------- | -------- |
| Saison 1 (2012)  | Lundi à 20 h 50              | 2 880 000              | 12,5 %         | [ 50 ]    | 3 537 000              | 15,5 %         | [ 51 ] | 3 146 000        | 13,7 %         | [ n° 1 ] |
| Saison 2 (2013)  | Lundi à 20 h 50              | 2 970 000              | 12,3 %         | [ 52 ]    | 3 320 000              | 14,2 %         | [ 53 ] | 2 897 000        | 12,3 %         | [ n° 1 ] |
| Saison 3 (2014)  | Mercredi à 20 h 50           | 2 540 000              | 12,3 %         | [ 54 ]    | 3 490 000              | 16,3 %         | [ 55 ] | 3 054 000        | 14,2 %         | [ n° 1 ] |
| Saison 4 (2015)  | Mercredi à 20 h 50           | 2 480 000              | 12,2 %         | [ 56 ]    | 3 510 000              | 16,4 %         | [ 57 ] | 3 300 000        | 15 %           | [ 57 ]   |
| Saison 5 (2016)  | Mercredi à 20 h 50           | 2 731 000              | 14,1 %         | [ 58 ]    | 3 556 000              | 16,7 %         | [ 58 ] | 3 800 000        | 17 %           | [ 58 ]   |
| Saison 6 (2017)  | Mardi à 21 h                 | 2 400 000              | 12,1 %         | [ 59 ]    | 3 074 000              | 14,3 %         | [ 60 ] | 2 726 000        | 12,9 %         | [ n° 1 ] |
| Saison 7 (2018)  | Mercredi à 21 h              | 2 260 000              | 12,6 %         | [ 61 ]    | 2 910 000              | 14,6 %         | [ 62 ] | 2 700 000        | 14,2 %         | [ 63 ]   |
| Saison 8 (2019)  | Mercredi à 21 h              | 2 080 000              | 12,2 %         | [ 64 ]    | 2 540 000              | 12,6 %         | [ 65 ] | 2 460 000        | 13 %           | [ 66 ]   |
| Saison 9 (2020)  | Mercredi à 21 h 5            | 2 698 000              | 14,1 %         | [ 67 ]    | 3 803 000              | 17 %           | [ 68 ] | 3 000 000        | 14,6 %         | [ 69 ]   |
| Saison 10 (2021) | Jeudi à 21 h 5               | 2 072 000              | 11,3 %         | [ 70 ]    | 3 173 000              | 17,1 %         | [ 71 ] | 2 430 000        | 13,5 %         | [ 72 ]   |
| Saison 11 (2022) | Mercredi à 21 h 10           | 2 226 000              | 13,0 %         | [ 73 ]    | 2 276 000              | 12,1 %         | [ 74 ] | 2 150 000        | 11,9 %         | [ 75 ]   |
| Saison 12 (2023) | Mercredi à 21 h 10           | 2 057 000              | 11 %           | [ 76 ]    |                        |                |        |                  |                |          |

Légende :
- plus hauts scores d'audience
- plus bas scores d'audience

| Légende : Saison 1 / Saison 2 / Saison 3 / Saison 4 / Saison 5 / Saison 6 / Saison 7 / Saison 8 / Saison 9 / Saison 10 |

## Saisons spéciales

### Déroulement
- Si vous ne connaissez pas le sujet, laissez ce bandeau (vous pouvez alors contacter les auteurs).
- Si vous supprimez le contenu mis en cause (vous pouvez préalablement contacter les auteurs),

argumentez précisément cette suppression dans la page de discussion
(un manque de référence n'est pas un argument ; une recherche réelle de référence doit avoir été effectuée, être formellement documentée).
| Saisons  | Déclinaison            | Nombre de candidats | Nombre d'épisodes | Diffusion française                | Vainqueur                                              |
| -------- | ---------------------- | ------------------- | ----------------- | ---------------------------------- | ------------------------------------------------------ |
| Saison 1 | Spécial fêtes          | 6                   | 1                 | Le 9 décembre 2015                 | Cyril                                                  |
| Saison 2 | Spécial fêtes          | 12                  | 2                 | Du 21 décembre au 28 décembre 2016 | Abdelkarim et Sandrine                                 |
| Saison 3 | Spécial fêtes          | 15                  | 2                 | Du 19 décembre au 26 décembre 2017 | Anne Sophie, Émilie et Pascal                          |
| Saison 4 | Spécial fêtes          | 12                  | 2                 | Du 24 novembre au 2 décembre 2018  | Sandrine et Lolie                                      |
|          |                        |                     |                   |                                    |                                                        |
| Saison 1 | Spécial célébrités     | 12                  | 3                 | Du 25 mai au 8 juin 2016           | Alizée                                                 |
| Saison 2 | Spécial célébrités     | 5                   | 3                 | Du 21 juin au 5 juillet 2017       | Jean-Marc Généreux                                     |
| Saison 3 | Spécial célébrités     | 7                   | 4                 | Du 27 février au 20 mars 2018      | EnjoyPhoenix                                           |
| Saison 4 | Spécial célébrités     | 6                   | 2                 | Du 16 janvier au 23 janvier 2019   | Laure Manaudou                                         |
| Saison 5 | Spécial célébrités     | 24                  | 6                 | Du 5 janvier au 2 février 2022     | Lola Dubini et Erika Moulet (1 vainqueur par émission) |
| Saison 6 | Spécial célébrités     | 24                  | 6                 | Du 4 janvier au 8 février 2023     | Ariane Brodier                                         |
| Saison 7 | Spécial célébrités     | 18                  | 6                 | Du 11 janvier au 8 février 2024    |                                                        |
|          |                        |                     |                   |                                    |                                                        |
| Saison 1 | Spécial professionnels | 36                  | 4                 | Du 2 mai au 23 mai 2017            | Brigade Thierry Court                                  |
| Saison 2 | Spécial professionnels | 48                  | 5                 | Du 21 mai au 18 juin 2018          | Brigade de la maison Mori Yoshida                      |
| Saison 3 | Spécial professionnels | 36                  | 5                 | Du 13 mai au 10 juin 2019          | Brigade de la maison Mori Yoshida                      |
| Saison 4 | Spécial professionnels | 14                  | 5                 | Du 4 mai au 1er juin 2021          | Henri et Alexis                                        |
| Saison 5 | Spécial professionnels | 14                  | 5                 | Du 23 juin au 21 juillet 2022      | Jérémy et Baptiste                                     |

### Détails

#### Spécial fêtes

##### Saison 1 (2015)
Une émission spéciale consacrée à Noël est diffusée le mercredi 9 décembre 2015. Elle regroupe six anciens candidats autour de trois épreuves : l'épreuve signature (revisite de la bûche de Noël), l'épreuve technique (la réalisation de six Kürtöskalács) et une épreuve créative (réaliser un décor de Noël avec un minimum de cent biscuits).
| Candidat                         | Âge    | Provenance | Occupation                | Classement précédent |
| -------------------------------- | ------ | ---------- | ------------------------- | -------------------- |
| Thomas Boursier[réf. nécessaire] | 27 ans | Lille      | Technicien de laboratoire | 1er de la saison 1   |
| Mounir                           | 32 ans | Avignon    | Commerçant                | 1er de la saison 2   |
| Anne-Sophie                      | 30 ans | Londres    | Blogueuse                 | 1er de la saison 3   |
| Cyril                            | 37 ans | Bordeaux   | Policier municipal        | 1er de la saison 4   |
| Gérard                           | 66 ans | Roanne     | Horloger à la retraite    | 7e de la saison 4    |
| Delphine                         | 38 ans | Monfort    | Assistante sociale        | 4e de la saison 1    |

| Tableau des épreuves | Tableau des épreuves | Tableau des épreuves | Tableau des épreuves |
| Candidat             | Épreuve signature    | Épreuve technique    | Épreuve créative     |
| -------------------- | -------------------- | -------------------- | -------------------- |
| Cyril                |                      | 1er                  | Vainqueur            |
| Thomas               |                      | 3e                   | 2e place             |
| Anne-Sophie          |                      | 4e                   | 2e place             |
| Gérard               | Top                  | 5e                   | Finaliste            |
| Mounir               |                      | 6e                   | Finaliste            |
| Delphine             | Flop                 | 2e                   | Finaliste            |

Légende
- Vainqueur de la compétition
- Premier de l'épreuve
- Dernier de l'épreuve

##### Saison 2 (2016)
Diffusée les mercredis 21 et 28 décembre 2016. Douze anciens candidats sont en duo.
| Candidat 1 | Âge    | Provenance | Occupation                  | Classement précédent     | Candidat 2  | Âge    | Provenance   | Occupation                            | Classement précédent     |
| ---------- | ------ | ---------- | --------------------------- | ------------------------ | ----------- | ------ | ------------ | ------------------------------------- | ------------------------ |
| Abdelkarim | 33 ans | Argenteuil | Consultant informatique     | 2e de la saison 3        | Sandrine    | 40 ans | Lexy         | Conseillère de direction              | Finaliste de la saison 5 |
| Agathe     | 27 ans | Bauvin     | Technicienne de laboratoire | Finaliste de la saison 2 | Jean-Pierre | 38 ans | Rennes       | Directeur commercial                  | 5e de la saison 4        |
| Amandine   | 29 ans | Lyon       | Assistante de direction     | Finaliste de la saison 1 | Caroline    | 31 ans | Lens         | Surveillante pénitentiaire            | Finaliste de la saison 4 |
| Carl       | 31 ans | Québec     | Sommelier                   | 2e de la saison 4        | Jacqueline  | 65 ans | Istres       | Fonctionnaire de police à la retraite | 11e de la saison 5       |
| Chelsea    | 28 ans | Créteil    | Assistante maternelle       | Vainqueur de la saison 5 | Gérald      | 40 ans | Saint-Nabord | Chauffeur routier                     | 2e de la saison 2        |
| Julien     | 36 ans | Nancy      | Professeur de flûte         | Finaliste de la saison 3 | Roxane      | 28 ans | Menton       | Puéricultrice                         | 8e de la saison 4        |

| Tableau d'élimination  | Tableau d'élimination | Tableau d'élimination | Tableau d'élimination | Tableau d'élimination | Tableau d'élimination | Tableau d'élimination |
| Duo                    | 21 décembre 2016      | 21 décembre 2016      | 21 décembre 2016      | 28 décembre 2016      | 28 décembre 2016      | 28 décembre 2016      |
| Duo                    | Classique revisité    | Technique             | Créative              | Classique revisité    | Technique             | Créative              |
| ---------------------- | --------------------- | --------------------- | --------------------- | --------------------- | --------------------- | --------------------- |
| Abdelkarim et Sandrine | Top                   | 2e                    |                       |                       | 1er                   | Vainqueur             |
| Carl et Jacqueline     |                       | 1er                   |                       | Flop                  | 2e                    | Finaliste             |
| Julien et Roxane       | Flop                  | 3e                    |                       | Top                   | 3e                    | Finaliste             |
| Chelsea et Gérald      |                       | 4e                    |                       |                       |                       |                       |
| Agathe et Jean-Pierre  | Top                   | 5e                    |                       |                       |                       |                       |
| Amandine et Caroline   | Flop                  |                       |                       |                       |                       |                       |

Légende
- Vainqueur de la compétition
- Duo élu pâtissier de la semaine
- Duo premier de l'épreuve
- Duo en ballotage de l'épreuve
- Duo éliminé

##### Saison 3 (2017)
Elle est diffusée les 19 et 26 décembre 2017. Cinq équipes s'affrontent, chaque équipe représentant une saison de l'émission (la saison 2 n'est pas représentée et le vainqueur de la saison 1 est absent).
Candidats :
- Rachel, Jean Emmanuel et Gabriella de la saison 6
- Chelsea, Mélanie et Chris de la saison 5
- Cyril, Gérard et Caroline de la saison 4
- Anne Sophie, Émilie et Pascal de la saison 3
- Elodie, Amandine et Delphine de la saison 1

La saison 3 remporte la compétition.

##### Saison 4 (2018):En famille
Cette année, une nouvelle déclinaison du meilleur pâtissier a été produite. Au lieu de l’émission spéciale fête qui est organisée tous les ans, cette année une nouvelle compétition en famille fera son arrivée. Cette compétition durera sur 2 semaines et six anciens candidats du meilleur pâtissier y participeront avec des enfants de leur famille (mère et fille, frère et sœur, oncle et neveu, amis). Cette compétition spéciale famille inédite est diffusée du 24 novembre 2018 au 1er décembre 2018 . Elle est remportée par Sandrine et Lolie.

#### Spécial célébrités

##### Saison 1 (2016)
Une saison spéciale intitulée Spécial célébrités est diffusée du 25 mai au 8 juin 2016 et est remportée par Alizée, qui gagne le trophée du Meilleur Pâtissier, spécial célébrités, ainsi que la publication de son livre de recette, dont les bénéfices sont reversés à la Fondation de France. Cette saison est présentée par Faustine Bollaert et le jury est composé de Cyril Lignac et de Mercotte. Après les épreuves ayant pour thèmes la religieuse, une Reine-Elisabeth et un gâteau en trompe-l’œil, Alizée sort vainqueur de l'émission,

##### Saison 2 (2017)
Diffusée les 21, 28 juin et 5 juillet 2017, cette saison est présentée par Faustine Bollaert et le jury est composé de Cyril Lignac et de Mercotte. Il s'agit de la dernière fois que l'animatrice présente une émission sur le groupe M6, puisqu'elle a signé un contrat chez France Télévisions,. Elle est remportée par Jean-Marc Généreux. Les autres candidats sont Ariane Brodier, Camille Cerf, Hélène Ségara et Vincent Moscato,.

##### Saison 3 (2018)
Une troisième saison spéciale VIP de l'émission est diffusée du 27 février 2018 au 20 mars 2018. 
Les candidats s'affrontent dans un concours culinaire présenté par Julia Vignali et jugé par Cyril Lignac et Mercotte,.
Les célébrités qui y participeront sont Jérôme Anthony, Camille Lou, Julien Lepers, Estelle Mossely, Chris Marques, Enjoy Phoenix et Laurent Maistret,. La saison se termine le 20 mars 2018 et elle est remportée par EnjoyPhoenix,.

##### Saison 4 (2019): Chefs & Célébrités
Une quatrième saison spéciale VIP de l'émission est diffusée du 16 janvier 2019 au 23 janvier 2019. 
Les candidats s'affrontent au château de Groussay à Montfort-l'Amaury dans un concours culinaire présenté par Julia Vignali et jugé par Cyril Lignac et Mercotte,.
Les candidats sont Djibril Cissé, Waly Dia, Laure Manaudou, Gilbert Montagné et Alexandra Rosenfeld dans des épreuves ayant pour thème la création d'un gâteau représentant leur madeleine de Proust par exemple,. Les candidats sont épaulés par un chef, tel Nina Métayer ou Yannick Delpech.

##### Saison 5 (2022)
Une cinquième saison spéciale VIP de l'émission est diffusée du 5 janvier 2022 au 2 février 2022 sur Gulli. Les 24 célébrités qui y participeront seront Lola Dubini, Erika Moulet, Jérôme Anthony, Camille Lacourt, Malika Ménard, Karima Charni, Joan Faggianelli, Cécile de Ménibus, Lou, Les Frangines, Joyce Jonathan, Elodie Poux, Vincent Desagnat, Tareek, Donel Jack'sman, Nadia Roz, Julie Ferrier, Fabrice et Briac, Gwendal Marimoutou, Ludovic Daxhelet, Valli et Lola Cès.

##### Saison 6 (2023)
Une sixième saison spéciale VIP de l'émission est diffusée du 4 janvier 2023 au 8 février 2023 sur Gulli. Les 24 célébrités qui y participeront seront Éric et Quentin, Léa François, Théo Fernandez, Elodie Arnould, Elsa Esnoult, Christophe Licata, Gwendal Peizerat, Terence Telle, Louisy Joseph, Laure & Mathieu (Mariés au premier regard), Nicolas Waldorf, Poopi, Moussier Tombola, Anne Sila, Gil Alma, Énora Malagré, Tony Saint Laurent, Clémence Botino, Ariane Brodier, Ana Godefroy, Maxime Tabart et Emma Bojan.

##### Saison 7 (2024)
Une septième saison spéciale VIP de l'émission est diffusée du 11 janvier 2024 au 8 février 2024 sur Gulli. Les 18 célébrités qui y participeront seront Benjamin Morgaine, Vincent Desagnat, Isabelle Vitari, Amandine Petit, Philippe Candeloro, Juju Fitcats, La Big Bertha (Drag Race France), Sylvie Tellier, Zakadit, Gwendal Marimoutou, Séverine Ferrer, Major Mouvement, Nicole Ferroni, Wahid Bouzidi, Anaïs Delva, Vaimalama Chaves, Frédérick Bousquet et Jérôme Anthony.

#### Spécial professionnels

##### Saison 1 (2017)
Une saison spéciale du Meilleur Pâtissier réservée aux professionnels est diffusée du mardi 2 mai 2017 au 23 mai 2017. Cette édition est remportée par Thierry Court, Franck Jouvenal, et Martial Lecoutre, de la brigade Thierry Court.

##### Saison 2 (2018)
Une deuxième saison spéciale du Meilleur Pâtissier réservée aux professionnels est diffusée du 21 mai 2018 au 18 juin 2018. Elle est remportée par Morihide Yoshida, Tatsuya et Akane de la brigade Mori Yoshida.

##### Saison 3 (2019):Le Choc des Nations
Présentée par Julia Vignali, une troisième saison spéciale du Meilleur Pâtissier réservée aux professionnels est tournée à partir de novembre 2018 et diffusée à partir du 13 mai 2019. Cyril Lignac, Pierre Hermé et le cuisinier français, meilleur ouvrier de Grande Bretagne Benoît Blin font partie du jury.

##### Saison 4 (2021)
Une quatrième saison spéciale du Meilleur Pâtissier, réservée aux professionnels, est diffusée sur M6, du 4 mai 2021 au 1er juin 2021.
Elle est remportée par le duo d'amis Henri et Alexis.

### Audiences et diffusion en France
| Saison                                            | Diffusion        | Audience de lancement  | Audience de lancement | Audience de la finale  | Audience de la finale | Audience moyenne       | Audience moyenne |
| Saison                                            | Diffusion        | Nb. de téléspectateurs | Parts de marché       | Nb. de téléspectateurs | Parts de marché       | Nb. de téléspectateurs | Parts de marché  |
| ------------------------------------------------- | ---------------- | ---------------------- | --------------------- | ---------------------- | --------------------- | ---------------------- | ---------------- |
| Le Trophée de Noël (2015)                         | Mercredi 20 h 50 | 2 694 000              | 12,7 %                | 2 694 000              | 12,7 %                | 2 694 000              | 12,7 %           |
| Spécial fêtes (2016)                              | Mercredi 20 h 50 | 3 159 000              | 14,5 %                | 3 229 000              | 15,1 %                | 3 194 000              | 14,8 %           |
| Spécial fêtes (2017)                              | Mercredi 20 h 50 | 2 325 000              | 10,7 %                | 1 684 000              | 8 %                   | 2 004 500              | 9,35 %           |
| Spécial famille (2018)                            | Samedi 21 h 00   | 1 509 000              | 7,6 %                 | 1 406 000              | 7,2 %                 | 1 457 500              | 7,4 %            |
|                                                   |                  |                        |                       |                        |                       |                        |                  |
| Spécial célébrités (2016)                         | Mercredi 20 h 55 | 2 332 000              | 12 %                  | 2 687 000              | 13,4 %                | 2 500 000              | 12,4 %           |
| Spécial célébrités 2 (2017)                       | Mercredi 20 h 55 | 1 909 000              | 10,4 %                | 2 659 000              | 14,4 %                | 2 436 000              | 12,8 %           |
| Spécial célébrités 3 (2018)                       | Mardi 21 h 00    | 2 384 000              | 11,7 %                | 2 222 000              | 10,8 %                | 2 303 000              | 11,25 %          |
| Spécial célébrités 4 (2019)                       | Mercredi 21 h 00 | 1 911 000              | 9,9 %                 | 1 930 000              | 10 %                  | 1 925 000              | 9,95 %           |
| Gulli                                             |                  |                        |                       |                        |                       |                        |                  |
| Spécial célébrités 5 (2022)                       | Mercredi 21 h 05 | 367 000                | 1,7 %                 | 295 000                | 1,4 %                 | 329 000                | 1,6 %            |
| Spécial célébrités 6 (2023)                       | Mercredi 21 h 05 |                        |                       |                        |                       |                        |                  |
|                                                   | Mercredi 21 h 05 |                        |                       |                        |                       |                        |                  |
|                                                   |                  |                        |                       |                        |                       |                        |                  |
| Les Professionnels (2017)                         | Mardi 21 h 00    | 2 696 000              | 12,3 %                | 2 512 000              | 12,9 %                | 2 600 000              | 12,5 %           |
| Les Professionnels 2 (2018)                       | Lundi 21 h 00    | 1 945 000              | 9,5 %                 | 2 521 000              | 12,7 %                | 2 182 000              | 11 %             |
| Les Professionnels 3 : Le choc des nations (2019) | Lundi 21 h 00    | 1 812 000              | 9 %                   | 1 899 000              | 9,3 %                 | 1 821 400              | 9,1 %            |
| Les Professionnels 4 (2021)                       | Mardi 21 h 00    | 2 550 000              | 11,6 %                | 2 364 000              | 12,2 %                | 2 250 000              | 10,9 %           |

Légende :
- plus hauts scores d'audience
- plus bas scores d'audience

| Légende : Le Trophée de Noël / Spécial fêtes / Spécial fêtes / En famille |

| Légende : Saison VIP / Saison VIP 2 / Saison VIP 3 / Saison VIP 4 |

| Légende : Saison VIP 5 / Saison VIP 6 |

| Légende : Les professionnels 1 / Les professionnels 2 / Les professionnels 3 / Les professionnels 4 |

## Logotypes
L'identité visuelle de l'émission reste semblable à chaque saison. La charte graphique reste la même pour les différentes déclinaisons.

Logotype des saisons classiques depuis la première.
Logotype des trois premières saisons spécial célébrités.
Logotype de la quatrième saison spécial célébrités.
Logotype des saisons spécial professionnels.

## Publications
De nombreux livres en rapport avec l'émission sont parus depuis 2012.

### Gagnants
- Thomas Boursier (gagnant, saison 1), La grande pâtisserie de Thomas : Le Meilleur Pâtissier, M6 éditions, coll. « Ma petite collection », 2013, 61 p. (ISBN 978-2-35985-110-6, BNF 43681497).
- Anne-Sophie Rischard (gagnante, saison 3), Anne-Sophie : Le Meilleur Pâtissier, M6 éditions, 2014, 119 p. (ISBN 978-2-35985-131-1, BNF 44243335).
- Cyril Carinni (gagnant, saison 4), Cyril, au cœur de ses recettes : Le Meilleur Pâtissier, M6 éditions, 2015, 126 p. (ISBN 978-2-35985-153-3, BNF 44519441).
- Chelsea Wilson (gagnante, saison 5), Chelsea, ses meilleures recettes : Le Meilleur Pâtissier, M6 éditions, 2016, 124 p. (ISBN 978-2-35985-171-7, BNF 45178578).

### Autres candidats
- Sébastien (finaliste, saison 1), Le chocolat de Sébastien : Le Meilleur Pâtissier, M6 éditions, coll. « Ma petite collection », 2013, 60 p. (ISBN 978-2-35985-111-3, BNF 43681534).
- Élodie Martins (candidate, saison 1), Les délices d'Élodie : Le Meilleur Pâtissier, M6 éditions, coll. « Ma petite collection », 2013, 60 p. (ISBN 978-2-35985-109-0, BNF 43681552).
- Abdelkarim (finaliste, saison 3), Abdelkarim, ses plus belles pâtisseries : Le Meilleur Pâtissier, M6 éditions, 2015, 127 p. (ISBN 978-2-35985-144-1, BNF 44429732).
- Carl Arsenault (finaliste, saison 4), Carl, mes pâtisseries pop : Le Meilleur Pâtissier, M6 éditions, 2016, 127 p. (ISBN 978-2-35985-170-0, BNF 45146699).

### La bible de la gourmandise
- Le Meilleur Pâtissier : La bible de la gourmandise, t. I, M6 éditions, 2014, 319 p. (ISBN 978-2-35985-127-4, BNF 43904028).
- Le Meilleur Pâtissier : La bible de la gourmandise, t. II, M6 éditions, 2016, 317 p. (ISBN 978-2-35985-163-2, BNF 45146665).